# Rivière Pontax
La rivière Pontax est un tributaire de la baie de Rupert. Ce cours d'eau coule de la municipalité de Eeyou Istchee Baie-James, dans la région administrative du Nord-du-Québec, au Québec, au Canada.

## Géographie

### La tête de la rivière
La rivière Pontax prend sa source dans la région des collines Lescar (dont un sommet atteint 396 m), au sud du réservoir de l'Eastmain, près de la route du Nord. Dans ce secteur, la ligne de départage des eaux entre le versant de la rivière Pontax et de la rivière Nemiscau passe à l'est du lac Utish (altitude : 298 m).
Le petit lac sans nom (altitude : 295 m), en forme de croissant ouvert vers le sud-est constitue le plan d'eau de tête de la rivière. À partir de ce lac, la rivière coule sur 22 km vers le sud-ouest jusqu'à un petit lac (altitude : 214 m) où se déverse la décharge du lac Champion (long de 24,8 km dans le sens nord-sud ; altitude : 225 m) où le village de Nemaska (municipalité de village cri) est aménagé sur la rive nord du lac. Ce village est situé en face de la Réserve de Nemiscau. Les principales collines à proximité de la partie nord du lac Champion sont :
- côté est : Uhumisu (altitude : 305 m), Mitun (306 m) ;
- côté ouest : Kapimapukuchi (346 m).

### Parcours en aval du lac Champion
Puis la rivière coule sur 7,3 km vers le nord-ouest en traversant le lac Mahikan Natwayaw, jusqu'à la décharge du ruisseau Pishustikwanikan (venant de l'est). Ce dernier draine plusieurs plans d'eau autour de la colline Pishish Ustikwanikanuchiu dont le sommet atteint 396 m.
La rivière Pontac poursuit son cours sur 7,4 km vers le sud-ouest en passant au sud de la colline Putin (altitude : 253 m) jusqu'à la décharge du ruisseau Kaskaputuweuch (venant du nord ; altitude : 208 m). De là, la rivière poursuit son cours vers le sud-ouest en traversant de nombreuses zones de marais jusqu'à son embouchure.

### Principaux affluents et rapides
La rivière Pontax coule sur 210 km vers l'ouest, entre la rivière Nemiscau (côté sud) et la rivière Eastmain (côté nord). Ses principaux affluents sont la rivière Chenukamisu (venant du sud) et rivière Enistuwach (venant du nord). En partant de l'embouchure de la rivière :
- les principaux rapides sont compris dans les premiers 12,5 km : Nistam, Wapushuyanish Kaakuchihk, Machisipi, Wapiskachmatawau ;
- le premier segment de 48 km est parsemée de dizaines petites îles, soit jusqu'à l'embouchure du ruisseau Netinau.

### L'embouchure
En fin de parcours, la rivière Pontax se déverse dans la baie de Rupert, un appendice de l'extrême sud-est de la Baie James ; les îles Jolly gardent l'embouchure. L'embouchure de la rivière est situé à 14,7 kilomètres au nord de l'embouchure de la rivière Rupert où est situé le hameau Waskaganish. À 35,7 km (en ligne directe) de l'embouchure de la rivière, la colline Pontax (altitude d'environ 90 m) apparait isolée au milieu de la plaine environnante ; cette colline est située sur la rive nord de la rivière Pontax, près de l'embouchure du ruisseau Miywapiskau, dans la Réserve de biodiversité projetée de Waskaganish.

## Toponymie
Officialisé par le Bureau géographique d'Ottawa, l'appellation Pontax résulte possiblement d'une adaptation orthographique du patronyme de famille de l'Amérindien P. M. Pontacks. Selon le Eastmain Post Journal, ce dernier rendait visite régulièrement aux travailleurs du poste de traite en 1776.
En mars 1782, l'appellation Pontax était orthographié dans le même journal. Sur une carte de la région de l'Abitibi de 1911, la graphie "Pontiac" est utilisé au lieu de "Pontax" ; cette variante a sans doute laissé croire que le toponyme évoque le grand chef de guerre de la tribu outaouaise de Détroit, dénommé Pontiac.
Considérant que les zones de tête des rivières Eastmain et Pontax s'avèrent rapprochées, il n'est point déraisonnable de croire qu'un patronyme de famille de trappeurs autochtones soit à l'origine de la désignation de la rivière. Cette dernière porte maintenant, en langue crie, l'appellation "Miyapiskau" signifiant "beau rocher".
Le toponyme rivière Pontax a été officialisé le 5 décembre 1968 à la Banque des noms de lieux de la Commission de toponymie du Québec.